# Герб Лісковця
Герб Лісковця затверджений 29 грудня 2002 р. рішенням № 35 IV сесії Лісковецької сільської ради.

## Опис
В основі композиційного вирішення геральдичних елементів герба відображено шість зображувальних елементів, розташованих на фігурно орнаментованій у бойківському стилі площині.
У верхній її частині зображено дерев'яну церкву, яка символізує вічний спалах в душах горян, їх фізичну міць і духовну силу, велич таланту верховинського народу.
Під нею позначена дата заснування села вихідцями з-за Карпатського хребта (перша письмова згадка датується 1470 роком).
У верхній фігурній площині зображені фігури горян. Перша тримає на плечі трембіту — музичний інструмент, найпоширеніший у цьому краї. Друга — сокиру, знаряддя праці, завдяки якому з давніх-давен годувались і зігрівались місцеві жителі, лісоруби і землероби.
Символи коня і собаки відображають наявність робочої худоби і верховинців, яким доводилось виконувати важку роботу, оборонятись від звірів, оберігаючи отари.
У ніжній напівовальній площині зображено колесо, як символ одвічного плину життя з елементами трипільського хреста — прадавнього вогнища слов'янської культури. Смерекові гілки в ньому символізують багатство навколишньої природи.
Над колесом зображено китичку лісових горіхів (ліщини) завдяки чому і пішла назва Лісковець. Однак попередня назва Ляховець, говорить про інше: село заснували ляхи-втікачі з Галичини. Саме з цієї причини воно вважається одним із найстаріших в районі.
Фігурні площини з геральдичними елементами — символами поділені між собою фоновою стрічкою основи герба, що відповідаю канонічним законам геральдики.